# Crocidura batakorum
Crocidura batakorum is een spitsmuis uit het geslacht Crocidura die voorkomt op het Filipijnse eiland Palawan. Naast het holotype, dat in 1992 in een bos op Palawan werd gevonden, vertegenwoordigt een in 1997 gevonden opperarmbeen mogelijk ook deze soort. C. batakorum is een zeer kleine spitsmuis met een korte staart, korte voeten en een langwerpige schedel. Uit een vergelijking met vijftien andere Crocidura-soorten, waarvan een uit de Filipijnen (C. beatus), blijkt dat het DNA van deze soort het meeste lijkt op dat van C. elongata en C. lea uit Celebes.
In 2001 werd voor het eerst een waarschijnlijke vondst van C. batakorum gepubliceerd; het ging om een opperarmbeen dat in 1997 bij archeologisch onderzoek was gevonden in de gemeente Quezon. Dit bot was te klein voor C. palawanensis, de enige spitsmuis die toen van het eiland bekend was, maar kwam overeen met C. monticola, die onder andere op het nabijgelegen Borneo voorkomt. In het Zoologisches Forschungsmuseum Alexander Koenig in Bonn bleek zich echter een andere zeer kleine spitsmuis uit Palawan te bevinden. Dit exemplaar was in 1992 dood gevonden in secundair bos op 200 m hoogte in de vallei van de rivier Tanabag op 9° 44′ NB, 118° 43′ OL. Op basis hiervan beschreef de Duitse spitsmuizenspecialist Rainer Hutterer in 2007 de nieuwe soort Crocidura batakorum; hij achtte het waarschijnlijk dat ook het in 1997 gevonden opperarmbeen tot deze soort behoorde. Hij noemde het dier naar de Batak, een bijna verdwenen inheems volk uit Palawan.
C. batakorum is de kleinste spitsmuis van de Filipijnen. De kop is kort en puntig. De voelharen zijn tot 14 mm lang. De vacht is bruin, met de extremiteiten iets lichter. De haren zijn 4,3 mm lang op de buik en 4,8 mm op de rug. De bovenkant van de staart is donkerder dan de onderkant. De tweede helft van de staart is bedekt met langere, borstelige haren. De schedel is slank en langwerpig. Er zijn 18 staartwervels. De kop-romplengte bedraagt 63,5 mm, de staartlengte 43 mm, de achtervoetlengte 11,5 mm, de oorlengte 7,6 mm en de schedellengte 18,74 mm.
aleksandrisi ·
allex ·
andamanensis ·
ansellorum ·
arabica ·
arispa ·
armenica ·
attenuata ·
attila ·
baileyi ·
baluensis ·
batakorum ·
batesi ·
beatus ·
beccarii ·
bottegi ·
bottegoides ·
brunnea ·
buettikoferi ·
caliginea ·
canariensis ·
caspica ·
cinderella ·
congobelgica ·
crenata ·
crossei ·
cyanea ·
denti ·
desperata ·
dhofarensis ·
dolichura ·
douceti ·
dsinezumi ·
eisentrauti ·
elgonius ·
elongata ·
erica ·
fischeri ·
flavescens ·
floweri ·
foetida ·
foxi ·
fuliginosa ·
fulvastra ·
fumosa ·
fuscomurina ·
glassi ·
gmelini ·
goliath ·
gracilipes ·
grandiceps ·
grandis ·
grassei ·
grayi ·
greenwoodi ·
harenna ·
hildegardeae ·
hilliana ·
hirta ·
hispida ·
horsfieldii ·
hutanis ·
indochinensis ·
jacksoni ·
jenkinsi ·
jouvenetae ·
katinka ·
kegoensis ·
kivuana ·
lamottei ·
lanosa ·
lasiura ·
latona ·
lea ·
lepidura ·
leucodon ·
levicula ·
littoralis ·
longipes ·
lucina ·
ludia ·
luna ·
lusitania ·
macarthuri ·
macmillani ·
macowi ·
malayana ·
manengubae ·
maquassiensis ·
mariquensis ·
maurisca ·
maxi ·
mindorus ·
miya ·
monax ·
monticola ·
montis ·
muricauda ·
musseri ·
mutesae ·
nana ·
nanilla ·
negligens ·
negrina ·
nicobarica ·
nigeriae ·
nigricans ·
nigripes ·
nigrofusca ·
nimbae ·
niobe ·
obscurior ·
olivieri ·
orientalis ·
orii ·
pachyura ·
palawanensis ·
panayensis ·
paradoxura ·
parvipes ·
pasha ·
pergrisea ·
phaeura ·
phuquocensis ·
picea ·
pitmani ·
planiceps ·
poensis ·
polia ·
pullata ·
raineyi ·
ramona ·
rapax ·
religiosa ·
rhoditis ·
roosevelti ·
russula ·
selina ·
serezkyensis ·
shantungensis ·
sibirica ·
sicula ·
silacea ·
smithii ·
sokolovi ·
somalica ·
stenocephala ·
suaveolens ·
susiana ·
tanakae ·
tansaniana ·
tarella ·
tarfayensis ·
telfordi ·
tenuis ·
thalia ·
theresae ·
thomensis ·
trichura ·
turba ·
ultima ·
usambarae ·
viaria ·
virgata ·
voi ·
vorax ·
vosmaeri ·
watasei ·
whitakeri ·
wimmeri ·
wuchihensis ·
xantippe ·
yankariensis ·
zaitsevi ·
zaphiri ·
zarudnyi ·
zimmeri ·
zimmermanni